# Dieffenbachia grayumiana
Dieffenbachia grayumiana är en kallaväxtart som beskrevs av Thomas Bernard Croat. Dieffenbachia grayumiana ingår i släktet prickbladssläktet, och familjen kallaväxter. Inga underarter finns listade.